# Duh i Litera
Duh i Litera, en ukrainien Дух і літера, littéralement « l'esprit et la lettre », est une maison d'édition ukrainienne fondée en 1992 par le philosophe Constantin Sigov. Située à Kiev, elle est spécialisée dans l'édition de textes en rapport avec les sciences humaines et sociales

## Histoire
En 1992, alors que Constantin Sigov fonde le laboratoire franco-ukrainien à l'université de Kiev, il crée en parallèle la maison d'édition Дух і літера puis, en 1997, le magazine du même nom.

## Direction
En 2023, trente ans après la création, Constantin Sigov est toujours à la tête de la maison d'édition. Il est secondé par Leonid Finberg, responsable éditorial,.

## Ligne éditoriale
Les textes publiés par Duh i Litera portent sur la philosophie, l'histoire, le droit, la sociologie, les sciences politiques, la littérature et l'art, ainsi que les questions spirituelles et éthiques,.

## Actions
La maison d'édition participait à la création du Prix Iouriy-Cheveliov.